# Zawadów (wieś w województwie łódzkim)
Zawadów – wieś w Polsce położona w województwie łódzkim, w powiecie bełchatowskim, w gminie Bełchatów.
W latach 1975–1998 miejscowość należała administracyjnie do województwa piotrkowskiego.
W Zawadowie dominują lasy sosnowe. W jednym z nich, 2 km od wsi znajduje się zbiornik wodny o nazwie "Żółkin".
Wieś odwiedzają pielgrzymki idące do Częstochowy na Jasną Górę. W okresie między 23 a 25 sierpnia nocują tutaj pielgrzymi ze Zgierza i Łodzi. 
11 października 2005 roku nad lasem w pobliżu Zawadowa, miał miejsce wypadek powietrzny samolotu Iskra, w którym zginął płk. pilot doświadczalny Jerzy Stonsiek z 3 korpusu obrony powietrznej. 
We wrześniu 2014 roku otwarto obiekt sportowo rekreacyjny dysponujący boiskiem do piłki nożnej, boiskiem do siatkówki plażowej, jak również w trakcie przebudowy realizowanej w 2015 roku został doposażony w zaplecze sportowe.
Urodził się tu Henryk Gaworski.